# Emerald Princess
El Emerald Princess es un crucero de la clase Grand de Princess Cruises que entró en servicio en abril de 2007. Sus barcos gemelos son el Ruby Princess y el Crown Princess.
El Emerald Princess fue botado desde el astillero italiano de Fincantieri Monfalcone el 1 de junio de 2006. Luego fue entregado a Princess Cruises el 24 de marzo de 2007. El Emerald Princess fue bautizado el 13 de mayo de 2007 en Grecia.

## Historial de servicio
El Emerald Princess comenzó el servicio comercial el 11 de abril de 2007, ofreciendo cruceros de 12 días por el Mediterráneo y las islas griegas, y continuó navegando por Europa durante el verano de 2007. Luego fue reubicada en Fort Lauderdale en otoño para ofrecer cruceros por el Caribe. En 2011 una barcaza de combustible chocó contra el Emerald Princess y dañó algunos botes salvavidas. En 2014 se basó en Southampton para cruceros al Báltico , Mediterráneo y los fiordos de Noruega, así como a las Islas Canarias. En 2020 sufrió el parón de actividades por la pandemia de COVID-19. En 2017 una pasajera fue asesinada por su marido, que fue condenado en 2021.